# Чорноворон (герб)
Чорноворон (пол.Czarnowron) – шляхетський герб, різновид герба Слєпворон.

## Опис герба
У блакитному полі золотий лицарський хрест на срібній підкові; на хресті готовий до польоту вправо чорний ворон, з золотим кільцем у дзьобі, під підковою срібна балка. У клейноді п'ять страусиних пір'їн. Опис герба міститься в першій частині гербовника Царства Польського, стор 208.

## Історія
Герб цей, разом з потомственим шляхетством був наданий Ігнацію Фіялковському (син Бартоломея Фіялковського), доктору медицини і хірургії, директору Варшавського інституту акушерства і члену Лікарської ради) імператором і царем Миколою І 10 грудня 1840 на підставі статті 6 пункту 2 закону про шляхетство від 1836 року.

## Гербовий рід
Боровичі (Borowicz), Фіялковські (Fijałkowski).